# Păunul (constelație)
Păunul (pe latinește Pavo) este o constelație de pe cerul austral.

## Descriere și localizare
Păunul este o constelație mai putin marcantă aflată în sudul Triunghiului Austral. Steaua principală, α Pavonis - o stea asemănătoare soarelui dar mai bătrână, cu o magnitudine aparentă de 1,94m, este bine vizibilă. Celelalte stele au magitudini între 3 și 4 fiind astfel mult mai palide.
În jurul stelei φ2 Pavonis, o altă stea de tipul soarelui, se pare că orbitează o exoplanetă (neconfirmată încă).
În Păunul se găsește și destul de ușor vizibilul roi stelar globular NGC 6752.

## Obiecte cerești
- Galaxia spirală NGC 6744

Coordonate:  20h 00m 00s, −65° 00′ 00″